# Sidéradougou
Sidéradougou ist sowohl eine Gemeinde (französisch commune rurale) als auch ein dasselbe Gebiet umfassendes Departement im westafrikanischen Staat Burkina Faso, in der Region Cascades und der Provinz Comoé. Die Gemeinde hat in 45 Dörfern und vier Sektoren des Hauptortes 76.540 Einwohner.